# Groupe Addoha
Groupe Addoha, de son nom officiel Douja Promotion Groupe Addoha (ADH), est un groupe immobilier marocain fondé en 1988 par le promoteur Anas Sefrioui. Basé à Casablanca, le groupe s’impose comme l’un des principaux acteurs du secteur immobilier au Maroc et en Afrique de l'Ouest.
Initialement spécialisé dans la construction de logements sociaux, Addoha connaît une croissance soutenue dans les années 2000, aboutissant à son introduction à la Bourse de Casablanca en juillet 2006.
À partir de 2009, le groupe diversifie ses activités avec le lancement de la marque Prestigia, dédiée à l’immobilier haut de gamme, puis en 2015 avec la marque Coralia, ciblant le segment du logement de moyenne gamme,. 
Addoha opère également dans plusieurs pays d’Afrique subsaharienne, notamment à travers des projets immobiliers et des investissements industriels via ses filiales.

## Histoire

### Fondation
Il a été créé en 1988 par Anas Sefrioui, un promoteur immobilier marocain.
Le groupe travaille presque uniquement dans le logement social. Sefrioui réalise son premier premier programme de logements sociaux portant sur 2371 appartements à Aïn Sebaâ. Dans les années 2000, l’État Marocain se lance dans des grands programmes de subvention du logement social.
Addoha en est un des principaux bénéficiaires.
Le groupe a popularisé le concept le concept de guichet unique. Dans ses locaux, l'entreprise accueille des agences bancaires, des notaires, et même certains services administratifs publics. Le plus grand coup marketing de Addoha est son slogan publicitaire “ch’ra b’tamane l’kra” (l’achat au prix de la location).
Sefrioui souligne “Addoha est aujourd’hui aussi connue au Maroc que Coca Cola”.
Le groupe est critiqué par certains rivaux, comme le promoteur immobilier Miloud Chaabi, pour avoir obtenu des terrains à des prix extrêmement bas,.

### La folie Addoha
Anas Sefrioui introduit Addoha en bourse en juillet 2006 en cédant cession de 35% du capital au prix de 585 dirhams l’action.
Certains parlent évoquent d'énormes gros délits d'initiés, alors que la bourse de Casablanca est frappée par le phénomène Addoha.
Une forme de véritable folie s'empare de la Bourse de Casablanca.
Addoha pulvérise tous les records. En moins de 6 mois, son cours est multiplié par six, avant d'ensuite s'effondrer et d'être divisé par  24.

### Développement récents
Historiquement présent dans le logement social, Addoha annonce viser depuis 2009 le marché haut de gamme via sa marque Prestigia et, depuis 2015, le marché moyen gamme via sa marque Coralia.
Le groupe a également racheté 50% de Fadesa Maroc, la filiale marocaine du groupe espagnol Marinsa-Fadesa, ce qui lui a permis de prendre contrôle du projet Mediterranea Saidia, un projet balnéaire de plus de 700 hectares dans la région de l'Oriental.
Le groupe compte s'étendre dans le continent africain dans les années à venir et a annoncé plusieurs projets de logements sociaux en Afrique subsaharienne, par exemple en Côte d´Ivoire.
La part du segment social dans le chiffre d’affaires du groupe est passée de 79% en 2010 à 70% en 2011 et celle du haut standing s’est renforcée de 21% à 30%.
Le PDG du groupe, Anas Sefrioui, a lancé deux cimenteries dans les villes marocaines de Settat et Beni Mellal, créant Ciments de l'Atlas SA. Il a aussi lancé des cimenteries de 500 000 tonnes au Cameroun, au Gabon, en Côte d'Ivoire et en Guinée.

## Expansion en Afrique
En mars 2025, Addoha Douja Promotion a obtenu un financement de 27 millions de dollars de la part de la Société financière internationale (SFI), une branche de la Banque mondiale dédiée au financement du secteur privé.
Ce financement s'inscrit dans la stratégie du groupe visant à développer des projets immobiliers dans plusieurs pays africains, en réponse à une demande croissante de logements abordables.
Selon Médias24, ce soutien financier devrait permettre à Addoha d'intensifier ses opérations sur le continent et d'élargir son portefeuille de projets en dehors du Maroc.

## Gestion
Le siège du groupe est basé dans la ville de Casablanca.
Dans son management, le PDG s'appuie sur plusieurs proches, notamment sa fille Kenza, et son neveu Saad Sefrioui. Son fils, Malek Sefrioui, est vice-président de Ciments de l’Atlas-Ciments de l’Afrique, une filiale de Addoha.
En 2006, le Directeur Général de Addoha était Noraddine El Ayoubi, le beau frère de Anas Sefrioui.
Selon son rapport financier 2021, le groupe est majoritairement détenu par la famille Sefrioui avec 64% des actions.
En 2021, le conseil d'administration se compose comme suit: 
| Nom                 | Fonction                              | Description                                        |
| ------------------- | ------------------------------------- | -------------------------------------------------- |
| Anas Sefrioui       | Président du Conseil d'Administration | Fondateur et PDG de Addoha.                        |
| Mme Kenza Sefrioui  | Vice-présidente                       | Fille de Anas Sefrioui. Vice-Présidente de Addoha. |
| Anas Berrada Sounni | Administrateur                        | Directeur Général délégué de Addoha                |
| Philippe Faure      | Administrateur indépendant            | Ex-Ambassadeur de France au Maroc                  |
| Jean-René Fourtou   | Administrateur indépendant            | Ancien patron de Vivendi.                          |
| Azzedine Kettani    | Administrateur indépendant            | Avocat d'affaires                                  |